# Malonoge
Malonoge (znanstveno ime Pauropoda, iz grških besed pauro - »majhen« in podo - »stopalo«) so razred členonožcev podoben stonogam, ki ga sestavlja en sam red - Pauropodina. Tradicionalno jih uvrščamo med stonoge, izsledki sodobnejših filogenetskih raziskav pa nakazujejo, da so se verjetno razvile iz istega skupnega prednika in so torej sestrska skupina stonogam. Znanih je okrog 500 vrst.

## Telesne značilnosti
So zelo majhnih velikosti; največje vrste dosežejo 2 mm v dolžino, večina pa meri med 0,5 in 1,5 mm. Po zunanji zgradbi so podobni dvojnonogam. Oprsje je po navadi sestavljeno iz 11 členov od katerih sta prvi in zadnji brez nog. Prvi tako tvori nekakšen ovratnik (collum), podobno kot pri dvojnonogah, le da je na trebušni strani širši kot na hrbtni. Hrbtni del ščitka vsakega drugega člena je močno povečan in prekriva tudi sosednji člen. Ob strani telesa izrašča pet parov dolgih čutilnih dlak.
Obustni aparat sestavlja par mandibul, prilagojenih za drgnjenje ali prebadanje, in spodnja ustna, verjetno homologna gnatohilariju pri dvojnonogah. Tipalnice so glavni čutilni organ. So močne in dvovejnate, poraščene s ščetinami in drugimi strukturami. Oči nimajo, so pa na glavi njim podobni čutilni organi, občutljivi na svetlobo. Očesu podoben organ na glavi (t. i. psevdokul) je v resnici kemoreceptor, s katerim žival verjetno zaznava zračno vlago, temperaturo in koncentracijo CO2.
Notranja zgradba je preprosta. Malonoge nimajo ne srca, ne vzdušnic za dihanje. Odsotnost teh organov je verjetno povezana z majhno telesno velikostjo in je drugotna, saj nekatere primitivne vrste vzdušnice imajo. Spolovila so kot pri dvojnonogah na tretjem členu.

## Razmnoževanje in razvoj
Spolne žleze se odpirajo na tretjem členu oprsja, podobno kot pri dvojnonogah. Oploditev je posredna; samec odloži paket semenčic (spermatofor), ki ga samica zazna in pobere.
Oplojena jajčeca odloži samica v prst bodisi posamič, bodisi v manjših skupkih. Pravkar izlegle ličinke imajo samo tri pare nog in ustrezno manj telesnih členov, njihovo število pa se veča z vsako levitvijo. Do prve levitve so negibne.

## Ekologija
Skupina je zaradi majhne telesne velikosti pogosto prezrta in zato tudi praktično nepoznana, tako sistematika, kot tudi življenjski krog in ekologija. V splošnem so talne živali, ki živijo v vlažni prsti in rastlinskem odpadu. Izogibajo se svetlobi. Za mnoge vrste še ni znano, s čim se hranijo, nekatere pa jedo plesni ali hife višjih gliv. Živijo po vsem svetu.
Znanih je nekaj več kot 500 vrst. V Sloveniji živijo predstavniki reda Tetramerocerata, najpogostejša je vrsta Pauropus huxleyji, ki je splošno razširjena v Evropi.